# Raoul Verlet

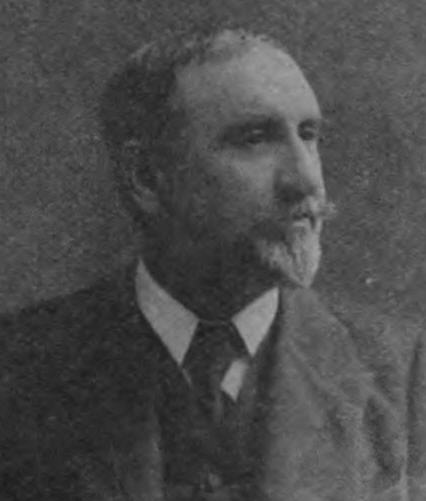
Raoul Verlet

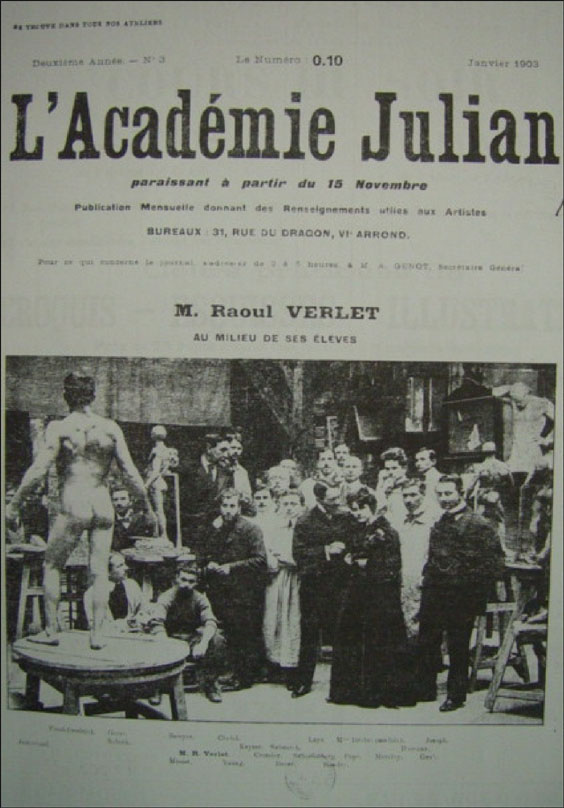
Raoul Verlet inmitten seiner Schüler (1903)

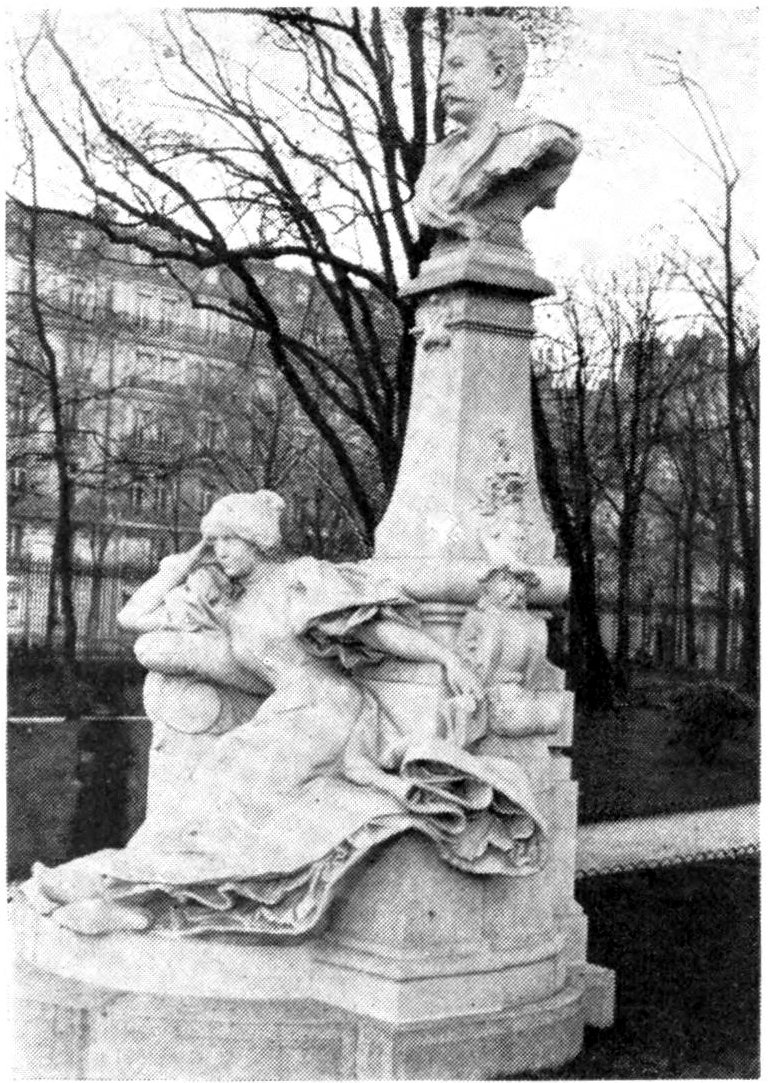
Maupassant-Denkmal im Parc Monceau

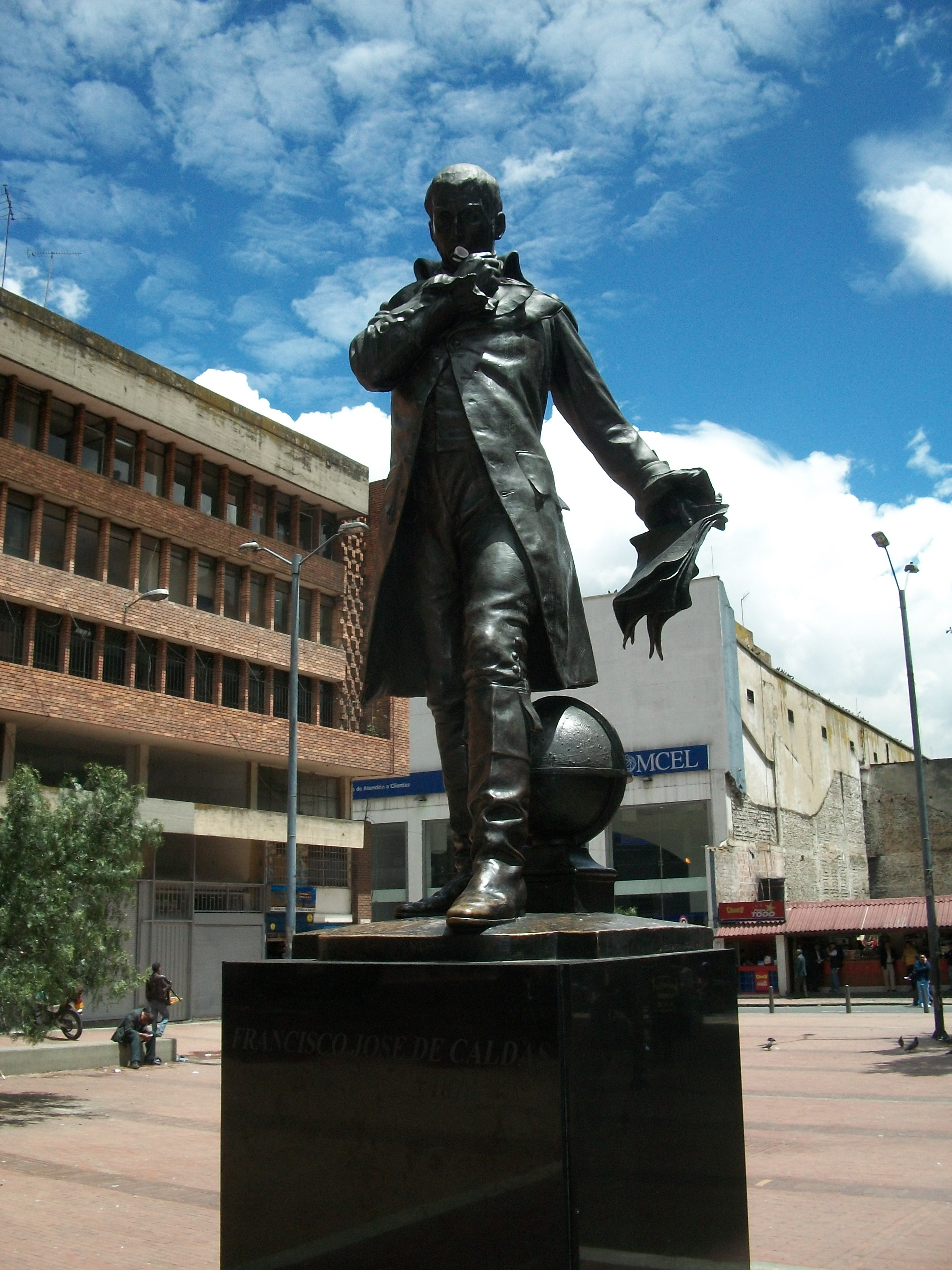
Statue des Francisco José de Caldas, Plazoleta de Las Nieves, Bogotá

Charles Raoul Verlet (* 7. September 1857 in Angoulême; † 4. November 1923 in Cannes) war ein französischer Bildhauer.

## Leben
Nach zweijährigem Aufenthalt in Bordeaux trat er in die Pariser École des Beaux-Arts ein und studierte dort bei Pierre-Jules Cavelier und Louis-Ernest Barrias. 1883 gewann er den zweiten Prix de Rome. Anschließend hielt er sich sowohl in Rom als auch in Florenz in Italien auf. Um die Jahrhundertwende lebte Verlet in Louviers. Von 1903 bis 1910 war er Professor für Bildhauerei an der Académie Julian. 1908 wurde er Ritter der Ehrenlegion und 1910 Mitglied der Académie des Beaux-Arts. 
Seine Kunst wurde auch in Lateinamerika geschätzt, wo Bronzestatuen verschiedener Freiheitshelden aus seiner Hand stehen, namentlich in Popayán, Kolumbien und in Bogotá.

## Werke (Auswahl)
- Monument des Charentais, Angoulême (1887)
- Mausoleum von Mgr Sebaux in der Kathedrale von Angoulême (1895)
- Fontaine Amédée-Larrieu in Bordeaux (1901)
- Statue von Guy de Maupassant, Parc Monceau
- Bronzebüste von Guy de Maupassant, square Verdrel, Rouen, 1900 (zerstört 1941)[3]

## Auszeichnungen
- Zweiter Prix de Rome, ein Prix du Salon von 1887 für sein „Leid des Orpheus“
- Ehrenmedaille des Salons 1900